# Heidemarie Wenzel
Heidemarie Wenzel (n. 7 iulie 1945, Berlin, Zona de ocupație sovietică) este o actriță germană.

## Carieră
Heidemarie Wenzel a jucat în tinerețe la teatrul pentru copii și a făcut parte din corul Operei Germane de State. Ea a studiat la Academia de Arte Dramatice „Ernst Busch” din Berlin (1963-1966). După absolvire a obținut primele angajamente la teatrele din Rostock și Greifswald. Ea a fost solicitată foarte curând ca actriță în filme și în producțiile de televiziune. Primul său rol major a fost Fanny în Abschied realizat după romanul Abschied al lui Johannes R. Becher. Filmul lui Egon Günther a fost puternic criticat de oficialii din Germania de Est din cauza stilului său narativ neobișnuit. Wenzel a obținut apoi rolul profesoarei Susanne în Zeit der Störche. Filmul Die Taube auf dem Dach (1973) i-ar fi putut evidenția pentru prima dată talentul de actriță, dar a fost interzis înainte de premieră. Ea a jucat până la mijlocul anilor '70  mai multe roluri principale, dar apoi a început să nu mai fie atât de solicitată din cauza unor motive politice. În 1986 a primit o viză de ieșire și a fost concediată. Prin urmare, ea a trebuit să lucreze ca funcționară la o biserică. În 1988 a fost expulzată în RFG.
În Germania Federală, ea a fost începând din 1991 actrița vedetă a serialului Unsere Hagenbecks. Când personajul interpretat de ea în film a murit într-un accident au avut loc proteste publice. În anii '90, Wenzel a apărut destul de frecvent și în piese de teatru.
Prima sa căsătorie a fost cu regizorul Kurt Veth, aceasta fiind motivul pentru care ea a fost numită uneori și Heidemarie Wenzel Veth. Ea s-a căsătorit a doua oară cu regizorul și scenaristul Helmut Nitzschke.

## Filmografie
- Der verlorene Engel (1966)
- Die Toten bleiben jung (1968)
- Abschied (1968)
- Der Staatsanwalt hat das Wort: Das Wochenendhaus (episod de serial TV, 1968)
- Az idő ablakai (1969)
- Netzwerk (1970)
- Junge Frau von 1914 (1970)
- Aus unserer Zeit (1970)
- Unterwegs zu Lenin (1970)
- Die Verschworenen (1971)
- Zeit der Störche (1971)
- KLK an PTX – Die Rote Kapelle (1971)
- Die Legende von Paul und Paula (1973)
- Die Taube auf dem Dach (1973/2010)
- Polizeiruf 110: Die verschwundenen Lords (episod de serial TV, 1974)
- Die erste Nacht (1974)
- Rückkehr als Toter (1974)
- Wolz – Leben und Verklärung eines deutschen Anarchisten (1974)
- Nemuritorii (1974)
- Liebesfallen (1976)
- 1976 Insula egretelor argintii (Die Insel der Silberreiher, film TV), regia Jaromil Jireš
- Das Licht auf dem Galgen
- Die zertanzten Schuhe (1977)
- Brandstellen (1978)
- Polizeiruf 110: Doppeltes Spiel (episod de serial TV, 1978)
- Archiv des Todes (serial TV, 1980)
- Polizeiruf 110: Der Einzelgänger (episod de serial TV, 1980)
- Bessie Bosch (1982)
- Insel der Schwäne (1983)
- Front ohne Gnade (serial TV, 1984)
- Polizeiruf 110: Inklusive Risiko (episod de serial TV, 1984)
- Franziska (1985)
- Der Bärenhäuter (1986)
- Polizeiruf 110 și Tatort: Unter Brüdern (1990)
- Tatort: Medizinmänner (1990)
- Unsere Hagenbecks (serial TV, 1991–1992)
- Polizeiruf 110: Die Gazelle (film TV, 1996)
- In aller Freundschaft (serial TV, 2000–2006, 2008)